# Склодовский, Юзеф
Юзеф Владислав Склодовский (26 апреля 1863, Варшава — 19 октября 1937, Варшава) — польский врач, брат Марии Кюри и Брониславы Длуски.

## Биография
Юзеф Склодовский родился 26 апреля 1863 года в Варшаве, в семье учителя Владислава Склодовского (1832—1902) и его жены Брониславы Богусской. У него были младшие сестры – Мария Склодовская-Кюри и Бронислава Длуска. В 1881 году окончил Варшавскую гимназию с золотой медалью. 
С 1881 по 1886 год изучал медицину в Варшавском университете. После окончания учёбы работал практикующим врачом в отделении внутренних болезней Пражской больницы, а затем в Острове-Подляском. В 1891 году начал работать заместителем врача на Варшаво-Венской железной дороге, а в 1892 году занял должность заместителя окружного врача. 
С конца 1887 года Склодовский работал в Больнице младенца Иисуса (Варшава) на разных должностях. Он работал в отделении внутренних болезней, хирургическом отделении, инфекционном отделении и дизентерийном отделении. После окончания Первой мировой войны возглавил своё отделение внутренних болезней и сотрудничал с химической, бактериологической и рентгенологическими лабораториями.
Склодовский был членом нескольких медицинских обществ и участвовал во многих социальных инициативах. Он был основоположником новых методов лечения. В 1910 году он применил искусственный пневмоторакс при лечении лёгких, люмбальные пункции при нервных заболеваниях и рентгеновское излучение при болезни Грейвса-Базедова. Он выступал против разделения внутренней медицины и выделения их в отдельные специальности.
Был автором более 30 опубликованных работ по медицине.
Скончался 19 октября 1937 года в Варшаве в возрасте 74 лет и был похоронен на Повонзком кладбище.

## Статья
- Józef Władysław Skłodowski // Polskiego Słownika Biograficznego. — 1997. — Т. XXXVIII.[страница не указана 73 дня]